# تحالف إدارة الدولة
تحالف إدارة الدولة هو ائتلاف برلماني عراقي، تشكل يوم 25 أيلول سنة 2022.
بعد انسحاب نوّاب الكتلة الصدرية من مجلس النواب العراقي، تكوّنَ تحالفُ إدارةِ الدولة من الإطار التنسيقي والحزب الديمقراطي الكردستاني، وتحالف السيادة، والاتحاد الوطني الكردستاني، وتحالف عزم، وبابليّون، أُسّس التحالف تمهيداً لتشكيل حكومة عراقية متأخرة بعد مضي سنة على انتخابات مجلس النواب في 10 تشرين الأول سنة 2021، يُمثل تحالف إدارة الدولة أكثرية نيابية إذ اشتمل على كل الكتل البرلمانية الرئيسية بدون معارضة إلا من نواب مستقلين قليلين، شُكلت حكومة تحالف إدارة الدولة يوم 27 تشرين الأول سنة 2022 برئاسة محمد شياع السوداني. ذكر وائل الركابي عضو ائتلاف دولة القانون في 26 أيلول سنة 2022 أن عدد نواب تحالف إدارة الدولة 270 نائباً.

## شروط الحلفاء
بعد أن انسحب نواب الكتلة الصدرية ذات الأغلبية النيابية، خلا المجال النيابي للإطار التنسيقي الذي كان متكوناً من الأقلية النيابية وأحزاب خاسرة في الانتخابات التشريعية سنة 2021، فانبرى الإطار التنسيقي إلى تشكيل حكومة وكان عليه أن يقنع الكتل السنية والكردية، للدخول مع الإطار في تحالف نيابي، فوافقت الكتل السنية والكردية على ذلك، وذكرت وسائل الإعلام أن موافقتهم كانت مشروطة بالتالي:

### الشروط السنية
- سحب الحشود العسكرية والفصائل من المحافظات السنية، وإبدالها بقوات من الشرطة المحلية، وتطويع أبناء تلك المناطق في صفوف الأجهزة الأمنية.
- فتح ملف النازحين، وتحديدا منطقة جرف الصخر في محافظة بابل، وإعادة المهجرين إليها وعددهم نحو 80 ألفا، خرجوا منها قبل 8 سنوات.
- إلغاء هيئة المساءلة والعدالة، وتسوية بعض الملفات، وإحالة الأمور إلى المحاكم.
- إلغاء المادة الرابعة من قانون مكافحة الإرهاب، وإخراج المعتقلين الأبرياء من السجون، وفي يوم 9 كانون الثاني سنة 2023 اجتمع أعضاء التحالف اجتماعهم السابع ومنهم مثنى السامرائي فكان من نتائج اجتماعهم أنهم أكدوا "على حث الجهات المختصة على تنفيذ احكام الاعدام في القضايا التي تم البت بها واكتسبت الدرجة القطعية".[7]

### الشروط الكردية
- طالبت القوى الكردية، بتسوية ملف النفط والغاز، وعدم تطبيق قرار المحكمة الاتحادية القاضي بتسليم نفط الإقليم إلى بغداد.[8] وفي يوم 28 تشرين الثاني سنة 2022 اجتمع ممثلو التحالف وقالوا إنه تقرر تفعيل المادة 140 من الدستور العراقي "الحكومة الجديدة تشكلت إثر اتفاقية سياسية، تضمنت أحد بنودها تنفيذ المادة ١٤٠ وإعادة تشكيل اللجنة العليا لتنفيذ تلك المادة المعطلة منذ العام ٢٠١٤”.[9]